# Arremon schlegeli
Arremon schlegeli là một loài chim trong họ Emberizidae.